# 2016년 영국 유럽 연합 회원국 국민투표의 여파
틀:브렉시트 사이드바
2016년 6월 23일에 열린 2016년 영국 유럽 연합 회원국 국민투표에서 다수가 유럽 연합 탈퇴에 투표한 후, 영국은 정치적, 경제적 혼란을 겪었으며, 이는 유럽 연합의 나머지 지역과 더 넓은 세계에 파급 효과를 미쳤다. 잔류를 위해 선거 운동을 벌였던 데이비드 캐머런 총리는 6월 24일 사임을 발표했고, 이는 2016년 보수당 대표 선거를 촉발하여 테리사 메이 내무장관이 승리했다. 영국 노동당 의원단 사이에서 불신임 결의가 부결되자, 영국 야당 대표 제러미 코빈도 대표 경선에 직면했지만 승리했다. 나이절 패라지는 7월에 탈퇴를 지지하는 정당인 UKIP 대표직에서 물러났다. 선출된 당 대표가 사임한 후, 패라지는 10월 5일부터 폴 누탈이 11월 28일에 대표로 선출될 때까지 임시 당 대표가 되었다.
국민투표의 투표 양상은 지역마다 달랐다. 지브롤터, 그레이터런던, 많은 다른 도시들, 스코틀랜드, 북아일랜드는 잔류에 대한 다수표를 얻었다. 잉글랜드와 웨일스 나머지 지역, 그리고 북아일랜드 연합주의자 지역 대부분은 탈퇴에 대한 다수표를 보였다. 이는 스코틀랜드 국민주의와 아일랜드 국민주의자들 사이에서 우려를 불러일으켰다. 스코틀랜드의 행정수반 니컬라 스터전은 모든 탈퇴 법안에 대한 입법 동의를 보류하겠다고 위협했고 제2차 스코틀랜드 독립 국민투표를 개최할 공식적인 허가를 요청했다. 한편 북아일랜드 부행정수반은 통일 아일랜드에 대한 국민투표를 요구했다. 지브롤터의 지위와 런던의 지위 또한 의문시되었다.
2016년 7월 말, 외교특별위원회는 캐머런이 공무원이 브렉시트 계획을 세우는 것을 거부했으며, 위원회는 이러한 결정이 "심각한 과실 행위"라고 묘사했다고 보고받았다.

## 경제적 영향
경제적 주장은 국민투표 논쟁의 주요 요소였다. 잔류 운동가들과 영국 재무부는 EU를 벗어나면 무역이 더 나빠질 것이라고 주장했다. 탈퇴 지지자들은 EU에 대한 순 기여 중단이 세금 감면이나 정부 지출 증가를 가능하게 할 것이라고 주장했다.
국민투표 다음 날, 잉글랜드 은행 총재 마크 카니는 시장을 안심시키기 위해 기자 회견을 열었고, 2주 후에는 1,500억 파운드의 대출을 풀었다. 그럼에도 불구하고 국민투표 다음 날 아침, 영국 5대 은행의 주가는 평균 21% 하락했다. 3대 신용 평가사 모두 2016년 6월 투표에 부정적으로 반응했다. 스탠더드 앤드 푸어스는 영국의 신용 등급을 AAA에서 AA로 하향 조정했고, 피치 그룹은 AA+에서 AA로, 무디스 인베스터스 서비스는 영국의 전망을 "부정적"으로 하향 조정했다.
6월 24일 금요일, 런던 증권거래소가 개장하자 FTSE 100은 거래 시작 10분 만에 6338.10에서 5806.13으로 떨어졌다. 6월 27일 거래 마감 무렵, 국내 시장 중심의 FTSE 250 지수는 국민투표 결과 발표 전날에 비해 약 14% 하락했다. 그러나 7월 1일까지 FTSE 100은 국민투표 이전 수준 이상으로 상승하여 10개월 만에 최고치를 기록했으며, 이는 2011년 이후 이 지수의 단일 주간 최대 상승률을 나타낸다. 7월 11일에는 2월 저점 대비 20% 이상 상승하여 공식적으로 강세장 영역에 진입했다. FTSE 250은 7월 27일에 국민투표 이전 수준을 넘어섰다. 미국에서는 다우존스보다 더 넓은 시장인 S&P 500이 7월 11일에 사상 최고치를 기록했다.
6월 24일 아침, 파운드 스털링은 1985년 이후 미국 달러 대비 최저 수준으로 떨어졌다. 이날의 하락폭은 8%로, 1971년 브레턴우즈 체제 붕괴 이후 변동 환율 제도가 도입된 이래 파운드의 최대 일일 하락폭이었다. 파운드는 계속 낮게 유지되었고, 7월 8일에는 그 해 최악의 실적을 기록한 주요 통화가 되었다. 비록 파운드의 무역 가중 지수는 2008년~2013년 수준으로 돌아갔을 뿐이지만 말이다. 약화된 파운드는 항공우주 및 방위 산업체, 제약 회사, 전문 서비스 회사에도 이익이 될 것으로 예상되었다. 이들 기업의 주가는 EU 국민투표 후 상승했다.
국민투표 후, 재정 연구소는 경제 사회 연구회가 자금을 지원한 보고서를 발표했는데, 이 보고서는 영국이 단일 시장 회원국 지위를 유지하지 못하면 경제 성장이 700억 파운드 감소할 것이며, 새로운 무역 협정이 그 차이를 메울 수 없을 것이라고 경고했다. 이 분야 중 하나는 금융 상품에 대한 EU 전역의 "패스포팅"에 의해 도움을 받는 금융 서비스인데, 파이낸셜 타임스는 이로 인해 간접적으로 연간 최대 71,000개의 일자리와 100억 파운드의 세수가 발생한다고 추정했다. 은행들이 영국 밖으로 이전할 수도 있다는 우려도 있었다.
2017년 1월 5일, 잉글랜드 은행의 수석 이코노미스트이자 통화 분석 및 통계 담당 전무 이사인 앤디 할데인은 국민투표로 인한 경기 침체를 예측한 전망이 부정확했음을 인정하고 국민투표 후 강한 시장 실적을 언급했다. 비록 일부는 물가가 임금보다 빠르게 상승하고 있음을 지적했지만 말이다.

### 경제 및 기업
6월 27일, 조지 오스본 재무장관은 영국 경제가 심각한 어려움에 처해 있지 않다고 금융 시장을 안심시키려 했다. 이는 이사 협회의 설문조사에서 기업의 3분의 2가 국민투표 결과가 스털링 가치와 FTSE 100 지수 하락뿐만 아니라 부정적인 결과를 초래할 것이라고 믿는다는 언론 보도 이후 나온 것이다. 일부 영국 기업들도 국민투표 결과에 대처하기 위해 투자 삭감, 고용 동결 및 정리 해고가 필요할 것이라고 예측했다. 오스본은 영국이 "강한 입장에서" 미래에 직면하고 있으며 긴급 예산의 필요성이 현재로서는 없다고 밝혔다. "우리가 이 나라를 위해 이룩한 재정 안정을 유지하려는 우리의 결의를 아무도 의심해서는 안 된다... 그리고 크고 작은 기업들에게 말하자면, 영국 경제는 근본적으로 강하고, 경쟁력이 매우 뛰어나며, 우리는 사업에 개방되어 있다."
7월 14일, 오스본의 후임 재무장관인 필립 해먼드는 BBC 뉴스에 국민투표 결과가 기업들에게 불확실성을 초래했으며, 투자와 지출을 장려하기 위해 "안심시키는 신호"를 보내는 것이 중요하다고 말했다. 그는 또한 긴급 예산은 없을 것이라고 확인했다. "우리는 여름 내내 잉글랜드 은행 총재 및 다른 관계자들과 긴밀히 협력하여 가을 재정 발표를 준비할 것이며, 그때 우리는 현재 직면한 매우 다른 상황에서 경제를 위한 계획을 알리고 제시할 것이고, 그 계획은 평소와 같이 봄 예산에 반영될 것이다."
7월 12일, 글로벌 투자 관리 회사인 블랙록은 EU 탈퇴 투표의 결과로 영국이 2016년 말 또는 2017년 초에 경기 침체를 겪을 것이며, 투자 감소로 인해 경제 성장이 최소 5년 동안 둔화될 것이라고 예측했다. 7월 18일, 영국 기반의 경제 예측 그룹인 EY ITEM 클럽은 경제가 "지출 및 사업에 대한 심각한 신뢰 효과"를 겪으면서 국가가 "짧고 얕은 경기 침체"를 경험할 것이라고 제안했다. 또한 2017년 영국의 경제 성장률 예측치를 2.6%에서 0.4%로, 2018년은 2.4%에서 1.4%로 낮췄다. 그룹의 수석 경제 고문인 피터 스펜서는 또한 더 장기적인 영향이 있을 것이며, 영국은 "투표 이전에 가능했던 추세에 비해 경제 규모의 영구적인 감소에 적응해야 할 수도 있다"고 주장했다. 시니어 시티 투자자 리처드 벅스턴도 "가벼운 경기 침체"가 있을 것이라고 주장했다. 7월 19일, 국제 통화 기금 (IMF)은 2017년 영국 경제 성장률 예측치를 2.2%에서 1.3%로 낮췄지만, 영국이 2016년 G7 국가 중 두 번째로 빠르게 성장하는 경제가 될 것으로 여전히 예상했다. IMF는 또한 국민투표 결과로 인해 2016년 세계 경제 성장률 예측치를 0.1% 낮춰 3.1%로, 2017년은 3.4%로 낮췄으며, 이는 세계 경제 회복에 "걸림돌"을 던졌다고 말했다.
7월 20일, 잉글랜드 은행이 발표한 보고서에 따르면 국민투표 이후 불확실성이 "현저히" 증가했음에도 불구하고, 그 결과로 인한 급격한 경기 침체의 증거는 아직 발견되지 않았다고 한다. 그러나 보고서를 위해 설문 조사에 참여한 연락처 중 약 3분의 1은 다음 해에 "일부 부정적인 영향"이 있을 것으로 예상했다.
2016년 9월, 국민투표 후 3개월간의 긍정적인 경제 데이터에 이어 논평가들은 "잔류" 진영에서 홍보했던 많은 부정적인 진술과 예측이 실현되지 않았다고 제안했지만, 12월에는 브렉시트가 인플레이션에 영향을 미치고 있다는 분석이 나오기 시작했다.
2017년 4월, IMF는 영국 경제 성장률 예측치를 2017년 1.5%에서 2%로, 2018년 1.4%에서 1.5%로 상향 조정했다.

## 정당 정치

### 보수당

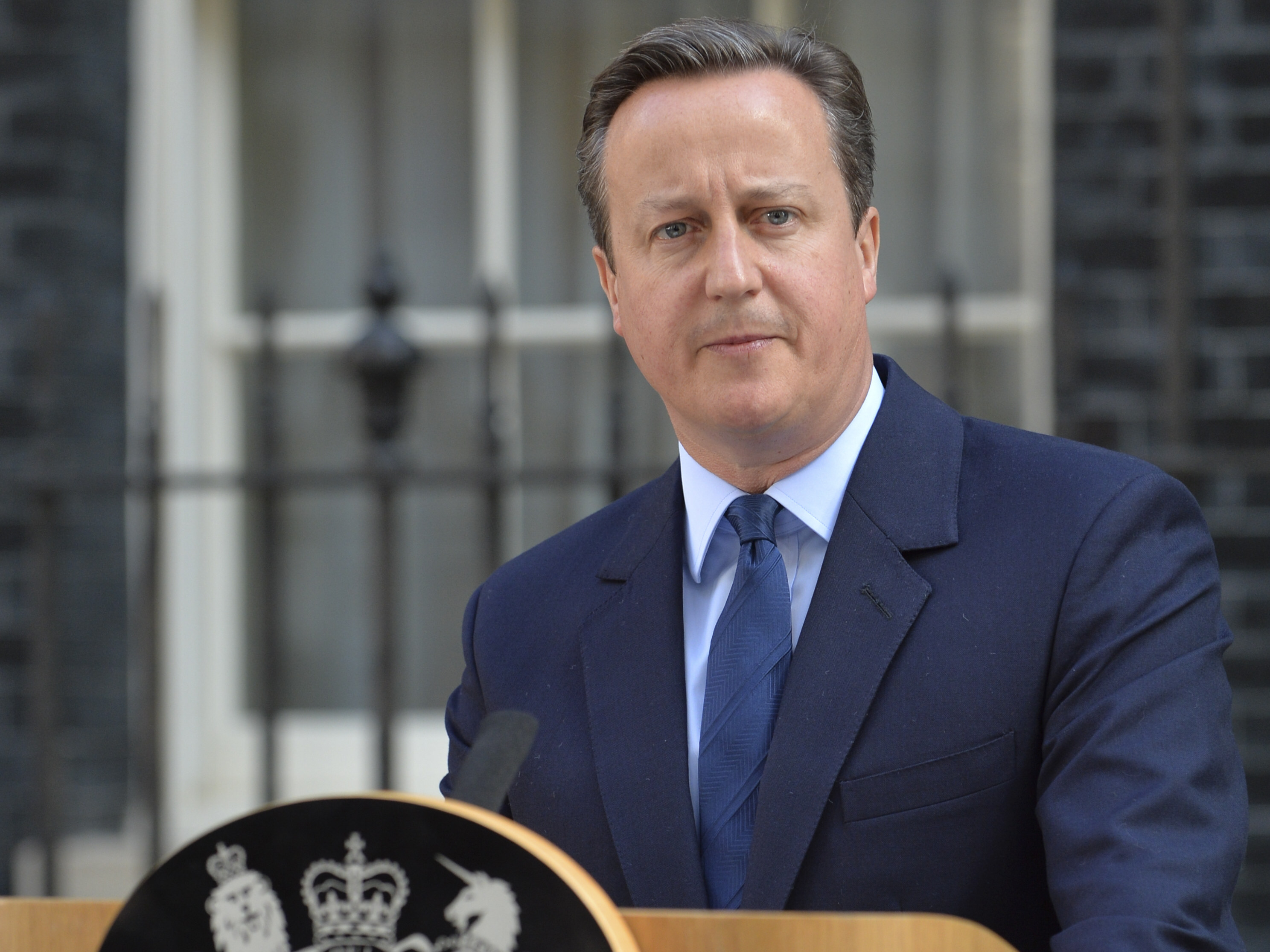
데이비드 캐머런 총리가 국민투표 결과에 따라 사임을 발표하고 있다.

6월 24일, 보수당 대표이자 총리인 데이비드 캐머런은 탈퇴 운동이 국민투표에서 성공함에 따라 10월까지 사임할 것이라고 발표했다. 국민투표에서 양측에 있던 대부분의 보수당 의원들이 그에게 머물 것을 촉구했지만, UKIP 대표인 나이절 패라지는 캐머런에게 "즉시" 떠날 것을 요구했다. 대표 선거는 9월 9일로 예정되었으며, 새 대표는 10월 2일 당의 가을 전당대회 이전에 취임할 예정이었다. 두 주요 후보는 EU 탈퇴를 적극 지지했던 보리스 존슨과 잔류 운동을 벌였던 테리사 메이 내무장관으로 예상되었다. 존슨의 전 동맹이었던 마이클 고브의 막판 출마는 경선을 불안정하게 만들었고 존슨이 사퇴하도록 강요했다. 최종 두 후보는 메이와 앤드리아 레드섬이 되었다. 레드섬은 곧 철수하여 메이가 새 당 대표이자 다음 총리가 되었다. 그녀는 7월 13일에 취임했다.

### 노동당
노동당 대표 제러미 코빈은 EU 잔류를 지지했던 의원단으로부터 미흡한 선거 운동으로 인해 비판이 증가했다. 그리고 두 노동당 의원이 6월 24일 코빈에 대한 불신임 투표를 제출했다. 코빈이 노동당 유권자들 사이에서 잔류가 우세했음에도 불구하고 EU 잔류 운동을 고의적으로 방해했다는 증거가 있다고 주장된다. 6월 26일 일요일 새벽, 코빈은 자신에 대한 쿠데타를 주도한 것으로 보이는 힐러리 벤 (외무 담당 그림자 장관)을 해고했다. 이는 노동당 의원들의 줄줄이 사퇴로 이어졌다. 2016년 6월 27일 오후 중반까지 노동당 그림자 내각 구성원 31명 중 23명과 7명의 의회 비서관이 그림자 내각에서 사임했다. 2016년 6월 27일, 코빈은 일부 공석을 채웠고 나머지도 채우기 위해 노력했다.
BBC가 인용한 소식통에 따르면, 당 부대표 톰 왓슨은 제러미 코빈 대표에게 "우리는 당 대표 선거로 나아가고 있는 것 같다"고 말했다. 코빈은 그럴 경우 다시 출마할 것이라고 밝혔다. 불신임 투표는 2016년 6월 28일에 진행되었으며, 코빈은 95%의 투표율로 80% 이상 (172명)의 의원들이 반대표를 던지면서 부결되었다.
코빈은 이 투표가 "헌법적 정당성"이 없으며, 선출된 대표로서 계속 활동할 것이라고 성명을 발표했다. 이 투표는 당에게 대표 선거를 소집할 것을 요구하지는 않지만, 가디언에 따르면 "결과는 일부 정치인들이 그의 대표직에 대한 공식적인 도전을 촉발하기 위해 충분한 추천을 모으려고 노력하면서 코빈에게 직접적인 도전으로 이어질 가능성이 있다"고 했다. 6월 29일까지 코빈은 데임 테사 조웰, 에드 밀리밴드, 데임 마거릿 베킷과 같은 노동당의 거물들로부터 사임을 권고받았다. 노조 지도자들은 코빈을 지지하며 공동 성명을 발표했는데, 노동당 대표가 "압도적인 지지를 받고 있다"며 대표 선거는 "불필요한 방해"가 될 것이라고 말했다. 코빈을 지지하며 존 맥도넬은 "우리 당의 민주주의를 받아들이지 않는 노동당 의원들에게 위협받지 않을 것"이라고 말했다.
7월 11일, 앤젤라 이글은 지도부 경쟁을 촉발하기에 충분한 의원들의 지지를 얻은 후 노동당 대표 경선 출마를 선언하며, 자신이 "코빈이 할 수 없는 리더십을 제공할 수 있다"고 말했다. 이글은 나중에 (7월 18일) 경선에서 사퇴했고, 제러미 코빈의 유일한 경쟁자로 오언 스미스가 남게 되었다.
스미스는 2016년 6월 영국의 EU 회원국 자격에 대한 국민투표에서 영국이 유럽 연합에 잔류하는 운동을 지지했다. 2016년 7월 13일, 3주 전의 EU 탈퇴 투표 후, 그는 자신이 노동당 대표로 선출되면 조기 총선을 추진하거나 테리사 메이 신임 총리가 마련할 최종 '브렉시트' 합의에 대해 추가 국민투표를 제안할 것이라고 공약했다.
약 2주 후, 스미스는 BBC에 (자신의 견해로는) 탈퇴 진영에 투표한 사람들이 "지역 사회에서의 상실감, 쇠퇴, 필수 공공 서비스에 타격을 준 삭감 때문에 그렇게 했다고 느꼈으며, 어떤 정치인들도, 특히 자신들을 옹호할 것으로 기대했던 정치인들도 그렇게 느끼지 못했다"고 말했다. 그의 권고는 "사람들의 삶에 실질적인 개선을 가져올 구체적인 정책을 마련하는 것, 즉 영국 전역을 위한 영국판 뉴딜을 이야기하는 것"이었다.

### 자유민주당
친유럽 정당인 자유민주당은 국민투표 결과를 존중하지만, 다음 선거에서는 EU 잔류를 선거 공약으로 내세울 것이라고 발표했다. 팀 패런 대표는 "영국 국민은 패라지, 존슨, 고브의 거짓말로 분노를 부추긴 탈퇴 운동의 끔찍한 결과에 갇히지 않을 기회를 가질 자격이 있다"고 말했다.

### 모어 유나이티드
국민투표 이후 통일된 친EU 목소리의 부재에 대응하여, 자유민주당과 다른 당원들은 새로운 중도 좌파 정치 운동의 출범을 논의했다. 이 운동은 6월 24일 모어 유나이티드로 공식 출범했는데, 이는 조 콕스 노동당 의원의 초선 의원 연설의 한 구절에서 이름을 따왔다. 조 콕스는 국민투표 운동 중에 살해되었다. 모어 유나이티드는 초당파 연합으로, 크라우드펀딩을 통해 환경주의, 강력한 공공 서비스를 갖춘 시장 경제, EU와의 긴밀한 협력을 포함하는 목표를 지지하는 모든 정당의 후보들에게 자금을 지원할 것이다.

### UKIP
영국 독립당은 영국의 EU 탈퇴를 추진하기 위해 설립되었으며, 국민투표 이후 나이절 패라지 당 대표는 7월 4일 이 목표를 달성했으므로 대표직에서 물러날 것이라고 발표했다. 선출된 대표인 다이앤 제임스가 사임하자, 패라지는 10월 5일에 임시 당 대표가 되었다. 패라지의 후임인 폴 누탈은 2016년 11월 28일에 당 대표로 선출되었다.

## 일반 정치
정부와 공무원 조직은 브렉시트에 크게 집중하고 있다. 전 영국 행정부 장관 밥 커슬레이크는 다른 문제들이 위기로 발전할 때까지 충분한 관심을 받지 못할 위험이 있다고 언급했다.
강경 브렉시트에 반대하기 위해 초당파 의원 연합이 결성되었다. 이 그룹은 EU 관계에 관한 전당 의원단으로 알려져 있다. 추카 움나는 의원들이 관중이 아닌 적극적인 참여자가 되어야 한다고 말하며, "우리는 우리의 번영과 노동권을 보호하고 더 나은, 더 안전한 세상을 제공할 EU와의 미래 관계를 위해 의회에서 싸울 것"이라고 말했다.

### 제2차 총선
2011년 고정임기 의회법에 따라 다음 총선은 2020년 5월 7일로 예정되어 있었다.
국민투표 이후, 일부 정치 평론가들은 탈퇴 협상이 시작되기 전에 조기 총선을 치러야 할 필요가 있을 수 있다고 주장했다. 2016년 보수당 대표 선거의 최종 두 후보인 앤드리아 레드섬과 테리사 메이는 조기 총선을 추진하지 않을 것이라고 말했다. 그러나 레드섬의 사퇴로 메이가 더 넓은 투표 없이 총리가 될 예정이 되자, 평론가들과 정치인들로부터 조기 총선에 대한 새로운 요구가 있었다. 자유민주당 대표 팀 패런은 레드섬의 사퇴 직후 조기 총선을 요구했다.
이전에 조기 총선을 거듭 배제했음에도 불구하고, 메이는 2017년 4월 18일 2017년 6월 8일에 총선을 소집할 의사를 발표했다. 이는 조기 총선에 대한 동의안을 지지하는 하원의 3분의 2의 초다수표를 필요로 했으며, 이는 4월 19일에 합의되었다. 메이는 "웨스트민스터의 분열은 브렉시트를 성공시킬 능력을 위태롭게 할 것이며, 국가에 해로운 불확실성과 불안정성을 초래할 것"이라고 말했다. "우리는 지금 총선이 필요하고, 지금 당장 필요하다. 유럽 연합이 협상 입장을 합의하고 세부 협상이 시작되기 전에 이 일을 처리할 단 한 번의 기회가 지금 있기 때문이다. 나는 최근에 그리고 마지못해 이러한 결론에 도달했다."
조기 선거는 예상치 못한 헝 의회를 초래했으며, 보수당은 과반수를 잃었지만 최대 정당으로 남았고, 이는 추가적인 정치적 혼란으로 이어졌다.

### 압력 단체
국민투표 이후 브렉시트에 반대하는 수많은 압력 단체가 설립되었다.

### 전직 총리들의 견해
국민투표 일주일 후, 2007년에 리스본 조약에 서명했던 전 노동당 총리 고든 브라운은 다음 10년 동안 국가가 국민투표를 다시 치를 위험이 있다고 경고했다. 그는 잔류 지지자들이 재앙 없이는 브렉시트가 관리 불가능하다는 것을 증명하기 위해 비관론자가 되어야 한다고 느끼는 반면, 탈퇴 지지자들은 경제적 위험이 과장되었다고 낙관적으로 주장한다고 썼다.
전 노동당 총리 토니 블레어는 2016년 10월 영국이 EU를 떠나야 할지 최종적으로 결정하기 위해 제2차 국민투표, 의회를 통한 결정 또는 총선을 요구했다. 전 보수당 총리 존 메이저는 2016년 11월에 협상된 모든 합의안은 의회의 비준을 받아야 하며, 합의안에 따라서는 제2차 국민투표의 가능성도 있다고 주장했다.

## 탈퇴 협상
2018년 여름, 유고브의 설문조사에 따르면 영국 국민의 70%가 정부가 협상을 잘못 처리하고 있다고 믿으며, 정부의 협상을 승인하는 사람은 한 명뿐이었다. 또 다른 설문조사에서는 유권자들이 영국 정부뿐만 아니라 EU에도 불만을 표출했다. 여론조사 기관인 NatCen은 57%가 EU가 브렉시트 협상을 잘못 처리하고 있다고 믿는 반면, 16%만이 잘하고 있다고 믿는 것으로 나타났다.

### 이민 문제
EU와의 브렉시트 이후 어떤 협정에서 자유로운 인구 이동이 유지될지 여부는 핵심적인 정치적 쟁점으로 부상했다. 결과 발표 직후, 탈퇴 운동을 벌였던 보수당 정치인 다니엘 해넌은 BBC의 뉴스나이트에 브렉시트가 영국과 유럽 연합 간의 자유 이동에 거의 변화를 주지 않을 것이며, "우리는 급진적인 감소가 있을 것이라고 말한 적이 없다... 우리는 어느 정도의 통제를 원한다"고 결론지었다.
테리사 메이는 2016년 8월에 EU 탈퇴는 '유럽에서 영국으로 오는 사람들의 수를 통제하는 것을 의미해야 할 뿐만 아니라 상품과 서비스를 거래하고자 하는 사람들에게도 긍정적인 결과를 가져와야 한다'고 말했다. 2017년 9월에 유출된 내무부 문서에 따르면, 영국은 브렉시트 직후 노동력의 자유로운 이동을 중단하고 고숙련 EU 노동자를 제외한 모든 이민자를 막기 위한 제한을 도입할 계획이었다. 이는 저숙련 노동자에게는 최대 2년의 거주권을, 고숙련 노동자에게는 3~5년의 취업 허가를 제안했다.
보리스 존슨은 처음에는 자유로운 이동의 제한이 사람들이 탈퇴에 투표한 주요 이유 중 하나가 아니라고 주장했지만, 그의 입장은 다른 보수당 탈퇴 지지자들에게는 너무 느슨하게 보였고, 이는 마이클 고브가 당 대표 경선에 출마하기로 결정하는 데 기여했을 수도 있다. 한편, EU 지도자들은 인구의 자유로운 이동을 유지하지 않고는 단일 시장에 대한 완전한 접근이 불가능할 것이라고 경고했다. 영국 내 EU 시민의 자유로운 이동에 대한 제한은 연구 및 혁신에도 영향을 미칠 것이다. 보수당 대표 경선에서 선거 운동을 벌이는 동안, 고브는 EU와의 자유로운 이동 협정을 끝내고 대신 호주식 점수 제도를 시행하겠다고 공약했다.
나타샤 부샤르, 칼레 시장은 프랑스 정부가 르 투케 조약을 재협상해야 한다고 제안했다. 이 조약은 영국 국경 수비대가 프랑스에서 영국으로 채널을 건너기 전에 기차, 자동차 및 트럭을 검사하고 따라서 불법 이민자들을 영국에서 멀리 떨어뜨려 놓을 수 있도록 한다. 프랑스 정부 관리들은 3자 협정 (벨기에 포함)이 영국이 공식적으로 유럽 연합을 떠난 후에도 유효할지 의심하며, 특히 이 협정을 강제할 정치적 동기가 없을 것이라고 생각한다. 그러나 2016년 7월 1일, 프랑수아 올랑드는 영국 국경 통제가 프랑스에 남아 있을 것이라고 말했지만, 프랑스는 국민투표 운동 중에 국경 통제가 폐지되어 "칼레 정글" 난민 캠프의 이민자들이 켄트에 쉽게 접근할 수 있도록 할 것이라고 제안했었다.
2016년 7월 말, 영국이 최대 7년 동안 난민의 자유로운 이동에 대한 EU 규정에서 면제될 수 있는 논의가 진행 중이었다. 영국 정부 고위 소식통은 옵서버에 "이것은 현재 논의 중인 아이디어 중 하나"라고 확인했다. 만약 이 논의가 합의로 이어진다면, 영국은 EU 회원국이 아니더라도 단일 시장에 대한 접근을 유지할 수 있지만, EU에 상당한 연간 기여금을 지불해야 할 것이다. 데일리 텔레그래프에 따르면 이 가능성에 대한 소식은 보수당 내 분열을 야기했다. "보수당 의원들은 분노하며 반응했다... [유럽 지도자들이] 지난달 28개 회원국 블록과의 관계를 단절하려는 대중의 결정을 받아들이지 못하고 있다."
노동력 조사에 대한 CEP 분석에 따르면, 영국에 거주하는 이민자들은 평균적으로 영국 태생 시민보다 교육 수준이 높다. 영국 시민들은 이민자들이 일자리를 빼앗는 것을 우려하지만, 대부분의 이민자들은 교육 수준이 높고 상품을 소비하며 일자리를 창출하므로 실제로 경제에 도움을 주고 있다. 영국으로의 이민은 고령화되는 영국 노동력의 부정적인 영향을 완화하는 데 도움이 되며, 전반적으로 순 긍정적인 재정 효과를 가져오는 것으로 믿어진다. 일부에서는 이민이 더 많은 노동력 공급으로 인해 임금에 하락 효과를 미친다고 주장한다. 그러나 다른 연구에서는 이민이 노동자의 평균 임금에 미치는 영향이 작다고 제안한다. 이민은 저숙련 노동자의 임금에 부정적인 영향을 미칠 수 있지만, 중숙련 및 고숙련 노동자의 임금을 상승시킬 수 있다.

### 현재 EU 이민자 및 영국 해외 이민자의 지위
2016년 기준 영국에는 약 370만 명의 EU 시민(아일랜드인 포함)이 거주하고 있었고, 다른 EU 국가에는 약 120만 명의 영국 시민이 거주하고 있었다. 이 두 그룹의 사람들의 미래 지위와 상호 권리는 브렉시트 협상의 대상이다. 영국 국가통계청에 따르면, 1981년 이전에 623,000명의 EU 시민이 잉글랜드와 웨일스로 이주했다. 2000년 이전에는 추가로 855,000명이 도착했다. 2017년 현재, 약 140만 명의 동유럽인들이 영국에 거주하고 있으며, 이 중 916,000명이 폴란드인이다. 2004년 5월, EU가 중부 및 동유럽 국가들 대부분에서 10개의 새로운 회원국을 맞이했을 때, 영국은 스웨덴과 아일랜드와 함께 이 새로운 EU 시민들에게 노동 시장을 즉시 개방한 단 세 개의 EU 회원국 중 하나였다. 국민투표 후 12개월 동안, 영국으로 이민 온 EU 국적자의 추정치는 284,000명에서 230,000명으로 감소했다. 동시에 영국에서 이민 가는 EU 시민의 수는 투표 전 해의 95,000명에서 123,000명으로 증가했다. 따라서 EU에서 영국으로의 연간 순 이민은 약 100,000명으로 감소했다.
보수당 대표 후보였을 때, 테리사 메이는 현재 영국에 있는 EU 이민자들의 지위를 다른 유럽 국가들과의 협상에 사용할 수 있으며, EU가 유리한 탈퇴 조건을 제시하지 않을 경우 이들을 추방할 가능성이 있다고 제안했다. 이 입장은 잔류 및 탈퇴 진영의 다른 정치인들로부터 강력히 거부되었다. 노동당 탈퇴 운동가 기셀라 스튜어트의 질문에 대해 제임스 브로큰샤이어 치안 및 이민 담당 장관은 정부가 협상 입장을 정하기 전에 영국에 있는 EU 시민의 지위에 대해 어떤 약속도 할 수 없으며, EU 국가에 있는 영국 시민에 대한 상호 보호를 추구할 것이라고 말했다.
지그마어 가브리엘 독일의 부총리는 독일이 독일에 거주하는 영국 국적자들의 지위를 보호하기 위해 시민권 요건 완화를 고려할 것이라고 발표했다. 아일랜드 외교부는 유럽 연합 회원국 가입 국민투표 결과 발표 후 영국 시민들의 아일랜드 여권 신청 건수가 크게 증가했다고 밝혔다. 런던 아일랜드 대사관은 보통 하루에 200건의 여권 신청을 받지만, 탈퇴 투표 이후에는 하루에 4,000건으로 증가했다. 다른 EU 국가들도 프랑스와 벨기에를 포함하여 영국 시민들의 여권 신청이 증가했다.

### EU 재정 지원
콘월주는 EU 탈퇴에 투표했지만, 콘월 의회는 EU로부터 수백만 파운드의 보조금을 받았기 때문에 지역 경제 보호 및 보조금 계속 지원에 대한 호소를 발표했다.
국민투표 이후, 저명한 과학자들은 연구 및 과학 자금 부족을 우려하며 영국이 과학자들에게 덜 매력적인 곳이 되었다는 두려움을 표명했다. 조 존슨 영국 과학부 장관은 국민투표 이후 영국 과학자들이 다른 EU 과학자들과의 공동 연구 제안에서 제외되었다는 소문이 돌자 정부가 영국 과학자들에 대한 차별을 주시할 것이라고 말했다.
2016년 8월 15일, 장관들은 연구 자금이 영국 정부에 의해 매칭될 것이라고 발표했다.
2016년 10월, 정부 장관들은 영국이 자국 기술 산업을 지원하기 위해 2억 2천만 파운드(2억 8천 5백만 달러)를 투자할 것이라고 발표했다. 브렉시트가 학계에 미치는 영향은 영국의 EU 탈퇴 후 관계에 대한 협상이 시작되면 더욱 명확해질 것이다.
유럽 연합 청소년 관현악단은 2017년 10월 브렉시트의 결과로 런던에서 이탈리아로 이전할 계획이라고 발표했다. 미래에는 영국 청소년이 오케스트라에 참여할 자격이 없게 될 것으로 예상된다.

### 영국의 유럽 기관 참여
2018년 1월 현재, 유럽 연합 집행위원회는 영국이 EU를 탈퇴함에 따라 3개의 유럽 기관이 영국을 떠날 것이라고 발표했다. 유럽 의약품청, 유럽 은행 감독청, 그리고 갈릴레오 위성 모니터링 기관이다.

### 아일랜드 공화국-영국 국경
영국과 아일랜드는 공동여행구역의 회원국으로, 이들 국가 간의 자유로운 이동을 허용한다. 만약 영국이 EU와 자유로운 이동을 포함하지 않는 합의를 협상하고, 아일랜드 공화국은 EU 회원국으로 남아 있다면, 아일랜드 공화국과 북아일랜드 간의 개방 국경은 유지하기 어려워질 것이다. 북아일랜드 부행정수반인 신 페인의 마틴 맥기네스는 북아일랜드 인구의 대다수가 잔류에 투표했기 때문에 영국의 EU 탈퇴 투표 이후 해당 주제에 대한 국민투표를 요구했다. 민주연합당의 행정수반 알린 포스터는 북아일랜드의 지위가 안전하며, 이번 투표가 영국 내 연합을 강화했다고 말했다. 이는 DUP MLA 이언 페이즐리 주니어도 동조했지만, 그럼에도 불구하고 그는 EU 권리를 유지하기 위해 유권자들에게 아일랜드 여권을 신청할 것을 권고했다.

### 웨일스

웨일스는 잉글랜드와 함께 탈퇴에 투표했다.
탈퇴
잔류

웨일스는 유럽 연합 탈퇴에 투표했지만, 플라이드 컴리 대표 린 우드는 이번 결과가 "모든 것을 바꿨다"며 웨일스 독립에 대한 논의를 시작할 때라고 제안했다. 가디언을 포함한 소식통들은 여론조사에서 웨일스가 영국에서 분리되는 것에 찬성하는 비율이 10% 정도라고 지적하지만, 우드는 국민투표 직후의 연설에서 결과에 따라 태도가 바뀔 수 있다고 시사했다. "웨일스 경제와 우리 헌법은 전례 없는 도전에 직면해 있습니다. 우리는 지금까지 제대로 논의되지 않았던 선택지들을 탐구해야 합니다." 7월 5일, ITV 웨일스가 의뢰한 유고브 여론조사에 따르면, 웨일스가 유럽 연합에 머무를 수 있다면 웨일스 독립에 찬성할 것이라는 응답이 35%였지만, 카디프 대학교 웨일스 거버넌스 센터의 로저 스컬리 교수는 이 조사가 웨일스가 영국의 일부가 되는 것을 중단하는 것에 대해 "분명한 다수"가 반대한다는 것을 나타낸다고 말했다. "전반적인 메시지는 브렉시트가 웨일스 독립에 대한 논의를 재개할 수 있지만, EU 국민투표에서 탈퇴 투표가 웨일스가 영국으로부터의 독립 국민투표에서 탈퇴에 투표하는 사람들의 수가 증가하는 경향을 보인다는 징후는 거의 없다는 것이다."

### 지브롤터
호세 마누엘 가르시아마르갈로 스페인 외교부 장관은 "이는 오랜 기간 보지 못했던 지브롤터에 대한 새로운 가능성을 열어주는 완전한 시각 변화이다. 공동 주권 방식, 즉 지브롤터에 스페인 국기가 게양되는 것이 이전보다 훨씬 가까워졌기를 바란다"고 말했다. 그러나 파비안 피카르도 지브롤터 총리는 가르시아마르갈로의 발언을 즉시 일축하며 "지브롤터의 주권에 대한 논의는 없을 것이며, 논의에 대한 논의조차 없을 것"이라고 말하며 지브롤터 시민들에게 "이러한 소음에 신경 쓰지 말라"고 요청했다. 이는 그가 스코틀랜드의 니컬라 스터전 행정수반과 지브롤터를 EU에 잔류시키면서도 영국 영토로 남기는 것에 대해 논의하고 있을 때였다. 그는 "오늘날 영국 회원국의 일부 지역이 떨어져 나가고 다른 지역은 남는 상황을 상상할 수 있다"고 말했다. 니컬라 스터전은 같은 날 EU 회원국 자격에 대한 "공통의 대의"를 구축하기 위해 지브롤터와 협의 중이라고 말했다.

## 아일랜드 공화국
영국과 육상 국경을 공유하는 아일랜드는 1973년 1월 1일 이웃 국가와 함께 당시 유럽 공동체에 가입했으며, 2016년 기준 영국과의 무역액은 주당 8억 4천만 파운드(10억 유로)에 달했고, 38만 명의 아일랜드 시민이 영국에서 고용되어 있었다. 영국은 또한 2000년대 후반 은행 위기 이후 마련된 2010년 구제금융 패키지에 상당한 기여를 했다. 2015년 엔다 케니 아일랜드 총리는 영국의 EU 탈퇴 투표 가능성에 대한 우려로 브렉시트 투표에 대비한 비상 계획을 수립하기 위해 사무실을 설립했다.
2016년 7월 18일, 블룸버그 뉴스는 영국의 EU 탈퇴 투표가 영국과 긴밀한 경제적, 문화적 유대 관계를 맺고 있는 아일랜드에 부정적인 영향을 미치고 있다고 보도했다. 결과 발표 후 아일랜드의 주가는 하락했고, 수출업자들은 약화된 영국 통화가 은행 위기의 여파에서 회복 중인 국가의 임금과 경제 성장을 저하시킬 것이라고 경고했다. 1994년부터 1997년까지 아일랜드 총리를 지냈고 나중에 주미 EU 대사를 지낸 존 브루턴은 영국의 유럽 연합 탈퇴 투표를 "지난 50년 동안 국가가 직면한 가장 심각하고 어려운 문제"라고 묘사했다. 아일랜드 전략 은행 법인의 대표인 닉 애쉬모어는 결과로 인한 불확실성 때문에 아일랜드에 새로운 사업 대출 기관을 유치하는 것이 더 어려워졌다고 주장했다. 그러나 영국-아일랜드 상공회의소의 사무총장인 존 맥그레인은 "같은 언어와 법률 시스템을 가지고 있으며 EU 잔류에 전념하는" 국가에 기반을 두는 가능성을 탐색하고자 하는 영국 기업들로부터 문의가 쇄도하고 있다고 말했다.
7월 21일, 더블린 회담 후 케니와 프랑수아 올랑드 프랑스 대통령은 "영국 새 정부가 가능한 한 빨리 EU 탈퇴 의사를 통보하기를 기대한다"며 "질서 있는 협상을 시작할 수 있을 것"이라고 공동 성명을 발표했다. 올랑드는 또한 영국이 유럽 탈퇴 협상 동안 아일랜드가 유럽 지도자들과의 논의에서 "특별한 상황"을 확보해야 한다고 제안했다.

## 인종차별적 학대 및 증오 범죄
국민투표 직후 100건 이상의 인종차별적 학대 및 증오 범죄가 보고되었으며, 이들 중 다수는 유럽 연합 탈퇴 계획을 언급했고, 경찰은 투표 이후 5배 증가했다고 밝혔다. 6월 24일, 케임브리지셔주의 한 학교는 "EU를 떠나라. 더 이상 폴란드 해충은 없다."라고 쓰인 표지판으로 훼손되었다. 국민투표 결과 이후, 헌팅던의 주택과 학교 밖에 비슷한 표지판이 배포되었으며, 일부는 자녀를 학교에서 데리고 가는 폴란드 거주자들의 차에 놓였다. 6월 26일, 폴란드 사회문화협회 런던 사무실은 인종차별 낙서로 훼손되었다. 두 사건 모두 경찰에 의해 수사되었다. 슈퍼마켓, 버스, 길모퉁이에서 외국인으로 인식된 사람들을 대상으로 한 다른 인종차별 사건들도 발생했으며, 즉시 나라를 떠나라는 말을 들었다. 증오 범죄는 정치인, 유엔, 종교 단체들로부터 널리 비난받았다. MEP 다니엘 해넌은 보고의 정확성과 국민투표와의 연관성 모두에 대해 이의를 제기했으며, 이에 대한 증거를 거부했다는 비판을 받았다.
2016년 7월 8일, 국가 경찰청장 협의회가 발표한 자료에 따르면 6월 16일부터 30일까지 잉글랜드, 웨일스, 북아일랜드 전역에서 보고된 증오 범죄 및 사건은 3,076건으로, 2015년 같은 기간의 2,161건에 비해 42% 증가했다. 사건 건수는 6월 25일에 289건으로 최고치를 기록했다. 경찰청의 증오 범죄 담당 책임자인 마크 해밀턴 보좌관은 "급증"이 용납할 수 없는 수준이라고 설명했다. 이 수치는 탈퇴에 강력하게 투표한 지역에서 가장 큰 증가를 보인 것으로 보고되었다.

## 국민투표 후 캠페인

### 새 국민투표 청원
결과 발표 몇 시간 만에, 60% 미만의 득표율과 75% 미만의 투표율로 결과가 나왔을 경우 두 번째 국민투표를 개최할 것을 요구하는 청원에 수만 명의 새로운 서명이 모였다. 이 청원은 잔류 진영이 여론조사에서 앞서고 있던 2016년 5월 24일 잉글랜드 민주당의 윌리엄 올리버 힐리가 시작했으며, 국민투표 결과가 발표되기 전에 22개의 서명을 받았다. 6월 26일, 힐리는 이 청원이 실제로 EU 탈퇴를 지지하기 위해 시작되었으며, 자신은 '탈퇴 투표'와 '풀뿌리 아웃' 운동의 강력한 지지자라고 말했다. 힐리는 또한 이 청원이 "잔류 운동에 의해 강탈당했다"고 말했다. 잉글랜드 민주당 의장 로빈 틸브룩은 청원에 서명한 사람들이 국민투표 결과에 대해 "신포도"를 느끼고 있다고 제안했다.
7월 말까지 이 청원에는 4백만 개 이상의 서명이 모였는데, 이는 국민투표에서 잔류 표의 약 4분의 1에 해당하는 수이며, 의회에서 논의되기 위해 필요한 10만 개보다 40배 이상 많다. 국민투표 다음 날에는 분당 최대 1천 개의 서명이 추가되어 웹사이트가 여러 차례 다운되기도 했다. 서명자 중 일부는 투표를 기권했거나 탈퇴에 투표했지만 결정을 후회했는데, 언론에서는 이를 "브렉시트 후회"(bregret)라고 불렀다. 또는 "후회-렉시트"(regrexit)라고도 했다.
이전 정부 청원 중 이만큼 많은 서명을 받은 적은 없었지만, 하원 청원 위원회는 사기 혐의를 조사하고 있다고 보도되었다. 헬렌 존스 위원회 위원장은 이 혐의를 심각하게 받아들이고 있으며, 사기로 밝혀진 서명은 청원에서 삭제될 것이라고 말했다. "이 청원에 사기성 서명을 추가하는 사람들은 자신들이 지지하는 대의명분을 훼손한다는 것을 알아야 한다." 6월 26일 오후까지 하원 청원 위원회는 "부정하게 추가된 약 77,000개의 서명"을 삭제했다고 밝혔고, "의심스러운 활동"에 대해 계속해서 청원을 모니터링할 것이라고 밝혔다. 거의 40,000개의 서명이 인구가 1,000명 미만인 바티칸 시국에서 온 것으로 보였다. 4chan의 해커들은 자동 봇을 이용해 서명을 추가했다고 주장했으며, 이는 장난으로 한 것이라고 밝혔다.
총리가 6월 27일 하원 성명에서 분명히 밝혔듯이, 이번 국민투표는 3,300만 명이 넘는 사람들이 참여한 영국 역사상 가장 큰 민주적 행사 중 하나였습니다. 총리와 정부는 이번 투표가 한 세대에 한 번 있는 투표이며, 총리가 말했듯이 결정은 존중되어야 한다고 분명히 밝혔습니다. 우리는 이제 EU 탈퇴 과정을 준비해야 하며, 정부는 협상에서 영국 국민에게 최상의 결과를 보장하기 위해 노력하고 있습니다.
7월 8일, 외무·영연방부는 청원 서명자 전원에게 정부의 입장을 밝히는 이메일을 보냈다. 이메일은 두 번째 국민투표 요구를 거부하며 다음과 같이 밝혔다. "총리와 정부는 이번 투표가 한 세대에 한 번 있는 투표이며, 총리가 말했듯이 결정은 존중되어야 한다고 분명히 밝혔습니다." 7월 12일, 위원회는 "엄청난 수"의 서명자들이 서명했기 때문에 9월 5일에 청원에 대한 논의를 예정했지만, 이는 두 번째 국민투표 요구를 지지하는 것을 의미하지는 않는다고 강조했다. 하원의 제2의회인 웨스트민스터 홀에서 열린 논의는 법을 바꿀 권한이 없다. 위원회 대변인은 이 논의가 의회가 두 번째 국민투표 개최 여부를 결정하는 길을 열어주지 않을 것이라고 말했다. 이 청원은 2016년 11월 26일에 마감되었으며, 4,150,259개의 서명을 받았다.
BBC 정치 특파원 이언 왓슨은 청원이 소급 입법을 요구하고 있기 때문에, 발효될 가능성이 낮다고 주장했다.

### 제2차 국민투표에 대한 논의
데이비드 캐머런은 이전에 두 번째 국민투표를 "평생에 한 번 있는 일"이라고 부르며 배제했었다. 그러나 조세법 전문 변호사 졸리언 모엄 왕실고문은 EU 회원국 자격에 대한 두 번째 국민투표가 두 가지 시나리오 중 하나로 촉발될 수 있다고 주장했다. 잔류 플랫폼에 서 있는 하나 이상의 정당이 승리한 조기 총선 이후, 또는 의회가 상황이 새로운 위임을 필요로 할 정도로 충분히 바뀌었다고 결정한 결과로. 모엄은 아일랜드에서 열린 두 차례의 리스본 조약 국민투표 (2008년 2008년 아일랜드 국민투표와 2009년 2009년 아일랜드 국민투표)를 포함하여 한 국가의 유권자들이 EU 관련 국민투표 결과를 재고하도록 요청받은 여러 사례를 인용했다.

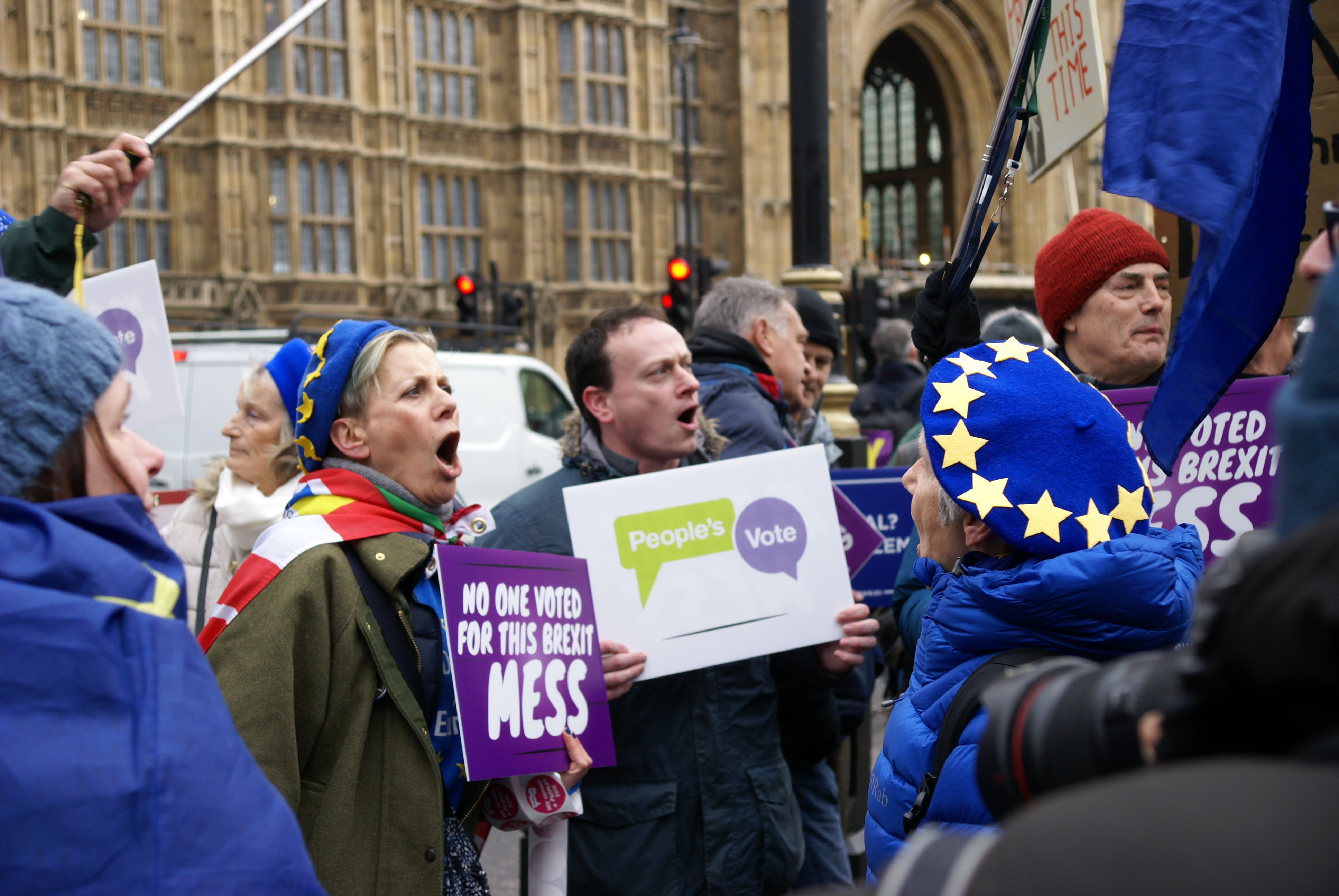
2019년 1월 웨스트민스터궁 근처에서 열린 제2차 국민투표를 요구하는 친EU 시위대

역사학자 버논 보그다노어는 두 번째 국민투표는 "가능성이 매우 낮다"고 말하며, 정부가 앞으로 국민투표를 실시하는 것에 대해 신중할 것이라고 제안했다. 그러나 그는 EU가 노동자의 자유로운 이동과 같은 일부 정책을 재고한다면 일어날 수 있다고 주장했다. 정치학자 존 커티스는 상황 변화가 또 다른 국민투표로 이어질 수 있다는 데 동의했지만, 청원 자체는 거의 효과가 없을 것이라고 말했다. 2016년, BBC 법률 특파원 클라이브 콜먼은 두 번째 국민투표가 "헌법적으로는 가능하지만 정치적으로는 상상할 수 없다. 이는 일종의 혁명과 전면적인 헌법 위기가 있어야만 일어날 수 있을 것"이라고 주장했다. 보수당 의원이자 전 잉글랜드와 웨일스의 법무장관 도미닉 그리브는 정부가 국민투표 결과를 존중해야 하지만, "시간이 지남에 따라 여론이 이 문제에 대해 변화했다는 것이 분명해질 수도 있다. 만약 그렇다면 두 번째 국민투표가 정당화될 수 있다"고 말했다. 변호사 벨린다 맥레이와 앤드루 로더는 국민투표가 "영국이 EU와 협상할 수 있는 탈퇴 조건에 대한 다수결 투표로 잘못 취급되고 있다"며, 대중이 EU 탈퇴 조건에 대해 질문받지 않았으므로 그 문제에 대한 두 번째 국민투표가 필요할 것이라고 주장했다. 리처드 도킨스는 두 번째 국민투표가 첫 번째 결과를 지지한다면, 이는 "브렉시트 뒤에 나라를 단합시킬 것"이라고 주장했다. 그러나 정치학자 류보미르 K. 토팔로프는 두 번째 국민투표가 "확실히 EU를 파괴할 것"이라고 주장했다. 그 결과 영국에서 탈퇴 지지자들의 분노가 다른 나라들로 반EU 정서를 퍼뜨릴 것이기 때문이다.
6월 26일, 전 총리 토니 블레어는 두 번째 국민투표 개최 가능성을 배제해서는 안 된다고 말했다. 일주일 후 그는 국민의 의지가 바뀔 수 있으며, 의회가 이를 반영해야 한다고 제안했다. 블레어 재임 시절 다우닝 가 공보국장이었던 앨러스터 캠벨은 "우리가 떠나는 조건과 우리가 잔류할 수 있는 조건"을 제시하는 두 번째 국민투표를 요구했다. 노동당 의원 데이비드 래미는 국민투표가 자문적인 성격을 띠므로 의회가 EU 탈퇴 여부에 대해 투표해야 한다고 언급했다. 7월 1일, 존 맥도넬 그림자 재무장관은 노동당의 EU 탈퇴 비전을 설명하며 영국이 국민투표에서 내려진 결정을 존중해야 한다고 말했다.
국민투표 이후 첫 내각 회의가 6월 27일에 열린 후, 총리 대변인은 두 번째 국민투표 가능성이 "전혀 없다"고 말했다. "EU 국민투표에서 결정적인 결과가 나왔다. 내각 논의의 초점은 우리가 어떻게 나아가 그 결과를 달성할 것인가에 있었다." 테리사 메이도 캐머런의 후임으로서 캠페인을 시작하면서 그 가능성을 배제했다. 6월 28일, 제러미 헌트 보건장관은 두 번째 국민투표 가능성을 제기했지만, 이는 EU 회원국 자격 문제가 아닌 영국의 EU 탈퇴 조건에 관한 것이 될 것이라고 말했다. 노동당 의원 제라인트 데이비스 또한 두 번째 국민투표가 탈퇴 계획의 조건에 초점을 맞출 것이며, 거부될 경우 EU 잔류가 기본값으로 설정될 것이라고 제안했다. 국민투표 후 일주일 만에 발표된 여론조사에서 EU 탈퇴에 투표한 110만 명의 사람들이 자신의 결정을 후회하고 있다는 점을 인용하며, 그는 탈퇴 패키지 국민투표를 요구하는 조기 의회 동의안을 제출했다.
6월 26일, 전 총리 토니 블레어는 브렉시트 협상 후 두 번째 국민투표가 열려야 한다고 제안했으며, 하원에서 EU 탈퇴에 반대하는 압도적인 다수를 지적했다. 7월 13일, 노동당 대표 후보 오언 스미스는 자신이 당 대표로 선출되면 EU 탈퇴 조건에 대한 두 번째 국민투표를 제안할 것이라고 말했다.
국민투표 결과는 7월 8일 잉글랜드 국교회의 총회에서 논의되었고, 캔터베리 대주교 저스틴 웰비는 두 번째 국민투표 지지를 배제했다. 두 번째 국민투표 아이디어는 플라이드 컴리 대표 린 우드도 거부했으며, 그는 대신 협상 후 총선을 선호했다. 새미 윌슨 민주연합당 의원은 두 번째 국민투표를 요구하는 사람들을 파시스트에 비유하며 "그들은 국민의 민주적 의사를 존중하고 싶어하지 않는다... 그들은 오직 자신의 견해만을 원한다"고 말했다.
2016년과 2017년 여론조사에서는 두 번째 국민투표에 대한 대중의 지지를 찾지 못했으며, 유고브 여론조사는 2018년 7월 27일에 처음으로 근소한 과반수 지지를 나타냈다.
TUC는 어떤 브렉시트 협상도 노동자들의 이익을 해치고 많은 산업 분야의 노동자들이 일자리를 잃게 할 수 있다고 우려했다. TUC의 프랜시스 오그래디는 정부가 노동자들에게 좋은 협상을 제공하지 않는 한, TUC는 "국민들이 그 협상이 충분히 좋은지 아닌지에 대해 발언권을 가질 수 있도록 대중 투표 운동을 강력히 지지할 것"이라고 말했다.

### 친EU 활동

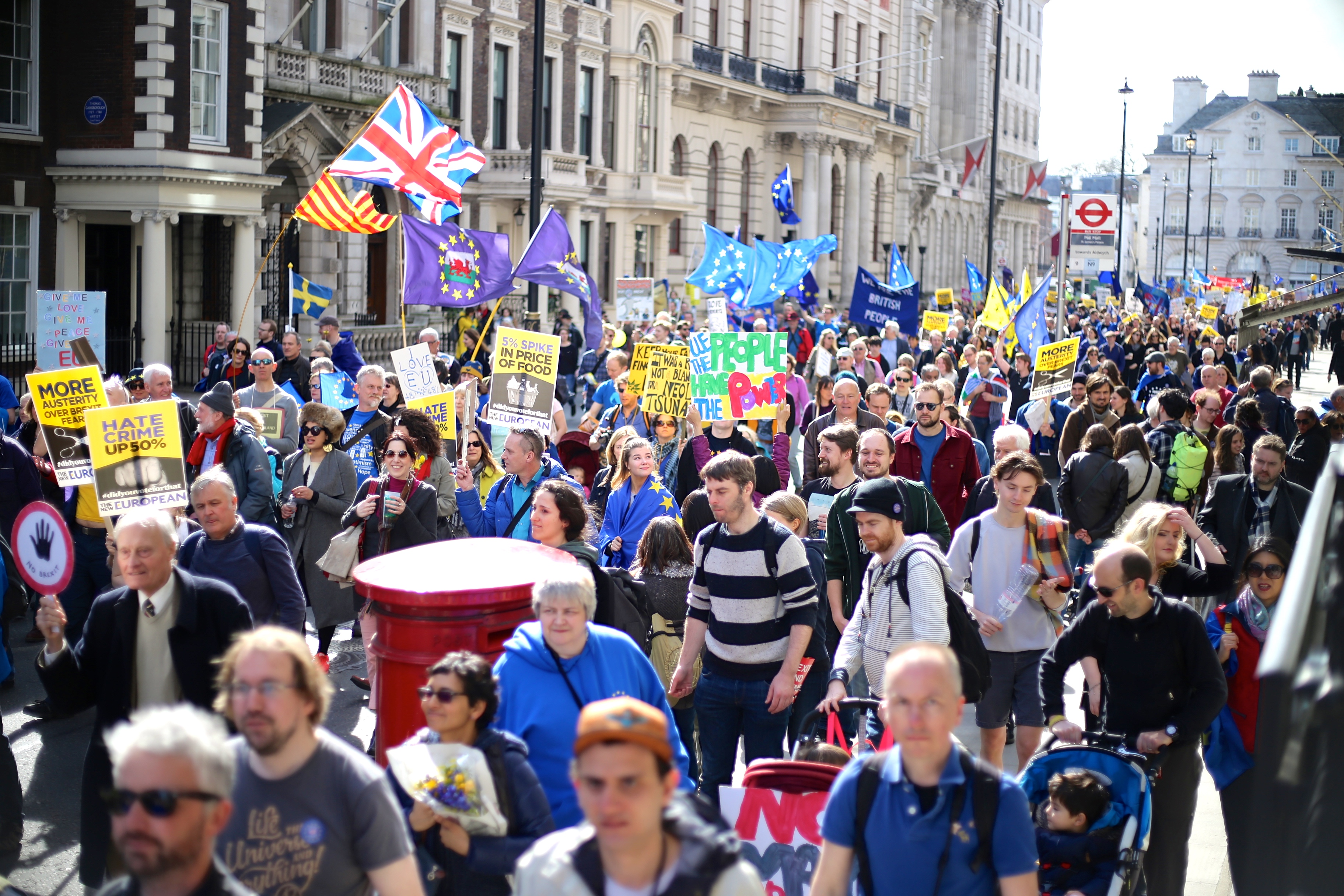
2017년 3월 런던에서 열린 친EU 시위

국민투표 결과 발표 며칠 후 친EU 시위가 열렸다. 6월 24일, 시위대는 런던, 에든버러, 글래스고를 비롯한 영국 전역의 도시에서 모였다. 런던의 한 시위에서는 수백 명의 시위대가 "반이민 정책"에 항의하기 위해 뉴스 UK 본부로 행진했다. 결과에 분노한 자전거 시위대들은 6월 24일 아침 보리스 존슨이 집을 나설 때 그의 차를 막으려 했고, 18세에서 25세 사이의 운동가들과 일부 성년 연령 미만 십대들은 의회 밖에서 시위를 벌였다.
6월 28일, 안전 문제로 공식적으로 취소되었음에도 불구하고, 최대 5만 명이 런던 트라팔가 광장에서 열린 친EU 시위 '스탠드 투게더'에 참석했다. 주최자는 소셜 미디어에 "20명의 친구들을 모으겠다"는 의도로 집회를 발표했지만, 관심 표명자가 5만 명에 달하자 사람들에게 참석하지 말 것을 촉구했다. 이 집회는 팀 패런 자유민주당 대표의 연설 후 시위대들이 화이트홀로 향했다. 카디프에서 열린 비슷한 행사에서는 플라이드 컴리 대표 린 우드를 포함한 연사들이 연설했다. 7월 2일, 약 5만 명의 시위대가 런던에서 유럽을 지지하고 영국이 다른 유럽 국가들과 계속 협력할 것을 요구하기 위해 행진했다. 스코틀랜드 의회 건물 밖 에든버러에서도 비슷한 행사가 열렸다.
2016년 7월 8일, 국민투표 결과에 대한 응답으로 '뉴 유러피언(The New European)'이 초판 20만 부로 발행되었다. 이 신문은 EU 잔류에 투표한 사람들을 대상으로 한 전국 주간 신문으로, 편집자는 전통 언론이 이들을 대변하지 못했다고 느꼈으며, 2017년 12월 현재까지 발행되고 있다.

### 영국 독립 기념일 국경일 제안
일부 브렉시트 지지자들, 예를 들어 데이비드 데이비스 (웨일스 정치인), 스티브 더블, 윌리엄 랙, 그리고 데이비드 아메스 경은 2016년 6월 23일 브렉시트 국민투표 결과를 영국 독립 기념일로 인정하고 영국의 국경일로 지정할 것을 요구했다. 이 개념은 소셜 미디어에서 널리 사용되었으며, BBC는 이를 "브렉시트 투표 후 5가지 소셜 미디어 트렌드" 중 하나로 꼽았다. 보수당 의원 나이절 에반스의 지지 속에, 영국 의회 정부 웹사이트에 "6월 23일을 독립 기념일로 지정하고 매년 기념해야 한다"는 전자청원은 정부 답변을 촉발할 만큼 충분한 서명을 얻었으며, 정부는 "현재로서는 또 다른 공휴일을 만들 계획이 없다"고 밝혔다.
2017년 9월 5일, 여러 보수당 의원들이 피터 본 의원의 6월 공휴일 (제정) 법안을 하원에서 지지했는데, 이는 브렉시트 국민투표 날짜를 영국 전역의 공휴일로 지정하기 위한 것이었다. 이 법안은 "6월 23일 또는 6월 23일이 주말인 경우 그 다음 평일"을 국경일로 삼을 것을 제안한다.

## 캠페인에 대한 공식 조사
2016년 5월 9일, Leave.EU는 영국 정보위원회로부터 '마케팅 메시지 전송 규칙을 따르지 않은' 이유로 50,000파운드의 벌금을 부과받았다. 이들은 동의 없이 사람들에게 문자 메시지를 보냈다.
2017년 3월 4일, 정보위원회는 또한 브렉시트 캠페인과 관련하여 '데이터 분석 사용으로 발생하는 데이터 보호 위험, 특히 정치적 목적을 포함하여' 광범위한 평가를 진행 중이라고 보고했다. 조사 대상에는 케임브리지 애널리티카와 Leave.EU 캠페인과의 관계가 포함된다고 명시되었다. 조사 결과는 2017년 언젠가 발표될 예정이다.
2017년 4월 21일, 선거관리위원회 (영국)는 'Leave.EU가 수락한 하나 이상의 기부금(서비스 포함)이 허용되지 않았는지, 그리고 Leave.EU의 지출 보고서가 완전했는지'를 조사하고 있다고 발표했다. 이는 '법률에 따른 잠재적 위반이 발생했을 수 있다고 합리적으로 의심할 만한 근거'가 있었기 때문이다.

### 외국의 간섭

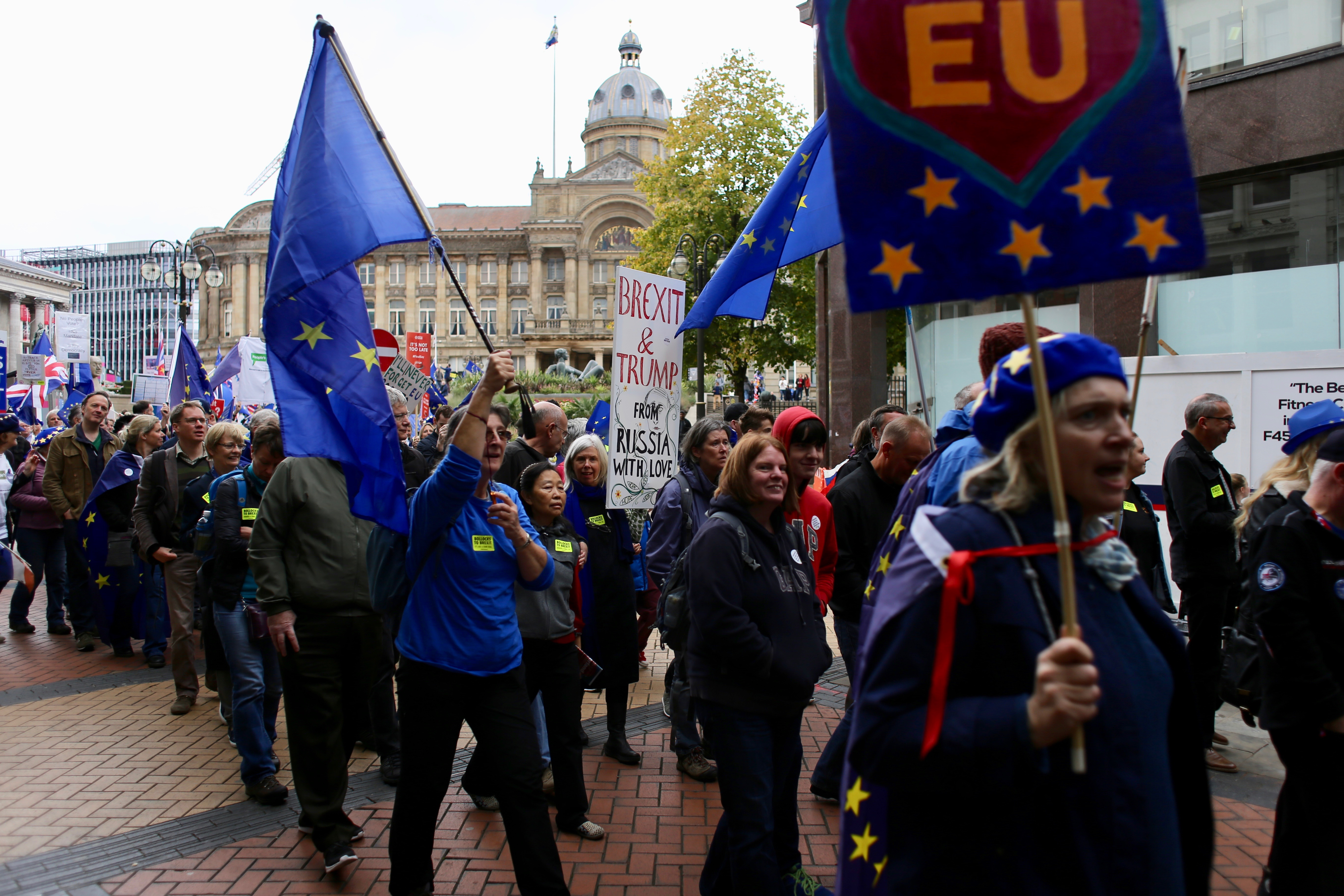
2018년 9월, 버밍엄에서 열린 보수당 전당대회에서 EU 인 브럼이 주최한 친EU 시위에서 브렉시트의 원인을 러시아에 돌리는 시위대

브렉시트 국민투표를 앞두고 데이비드 캐머런 총리는 러시아가 브렉시트 투표 결과에 만족할 수 있다고 시사했으며, 잔류 운동 측은 크렘린이 브렉시트 투표를 은밀히 지지했다고 비난했다. 2016년 12월, 벤 브래드쇼 의원은 의회에서 러시아가 브렉시트 국민투표 운동에 "매우 개입했을 가능성"이 있다고 주장했으며, 나중에 보리스 존슨이 외무장관으로 재직 중이던 영국 정보기관인 GCHQ에 러시아의 개입에 대한 정보를 공개할 것을 요구했다. 2017년 4월, 영국 하원 공공행정 및 헌법문제위원회는 러시아와 외국의 국민투표 개입 가능성이 있으며, 여기에는 투표 직전 정부 유권자 등록 웹사이트의 폐쇄도 포함된다는 보고서를 발표했다.
2017년 5월, 아이리시 타임스는 사우디아라비아의 출처로부터 "탈퇴 투표"를 지지하는 민주연합당에 425,622파운드가 국민투표 기간 동안 지출을 위해 기부되었을 가능성이 있다고 보도했다.
일부 영국 정치인들은 버락 오바마 미국 대통령이 EU 회원국 유지를 공개적으로 지지함으로써 브렉시트 투표에 개입했다고 비난했다.

## 같이 보기
- 브렉시트
- 2016년 영국 유럽 연합 회원국 국민투표
- 2016년 영국 유럽 연합 회원국 국민투표에 대한 국제적 반응
- 브렉시트와 과학 기술 관련 조치